# Agadici (sit arheologic)
Situl arheologic de la Agadici, Caraș-Severin conține vestigii din epoca daco-romană și este trecut în Repertoriul Arheologic Național cu codul 51154.01.01.

## Vestigii daco-romane

### Punctul Locul Popii
În hotarul localității, în zona Săliște, este semnalată o așezare daco-romană datând din secolele III-IV d.Hr.

## Vezi și
- Lista siturilor arheologice din județul Caraș-Severin